# Julitafestivalen

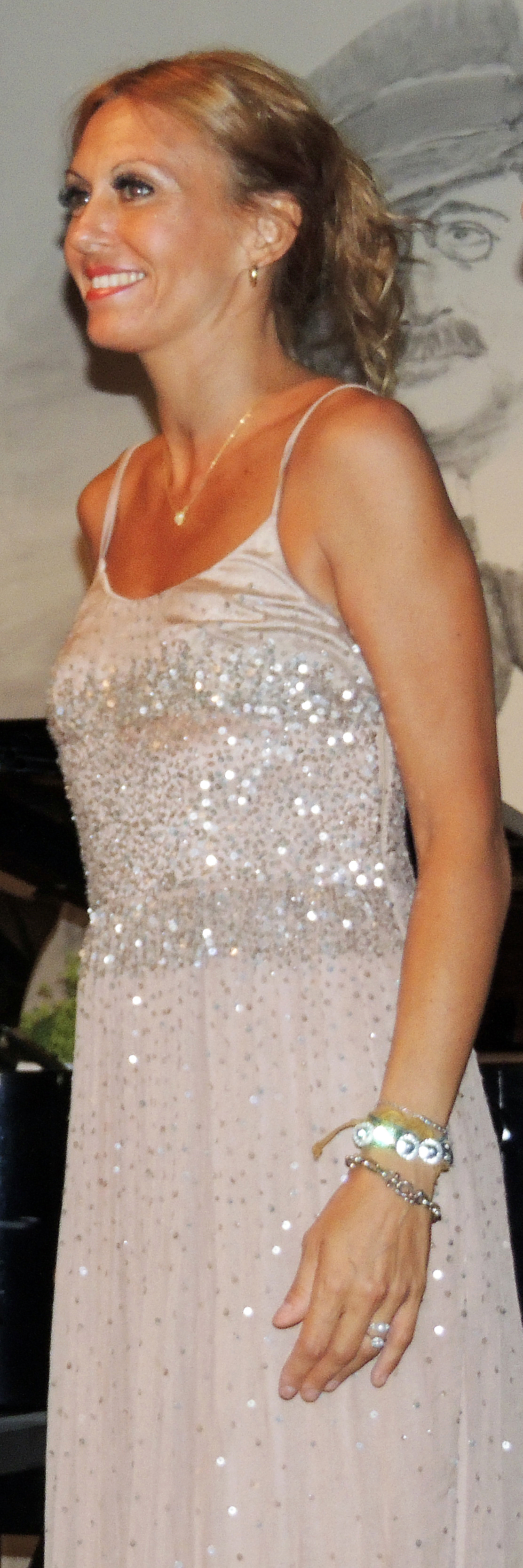
Sopranen Raffaella Battistini hyllade Verdi vid Julitafestivalen 2013.

Julitafestivalen är en internationell kammarmusikfestival som startade 1994 med pianisten Carl Pontén som konstnärlig ledare. Under några veckor i juli och augusti uppträder framstående artister från flera olika länder. Konserterna hålls främst i museibyggnaden på Julita Gård i Sörmland, men festivalen har även huserat på Stora Djulö och i stallet på Ericsbergs slott, som båda ligger strax utanför Katrineholm.

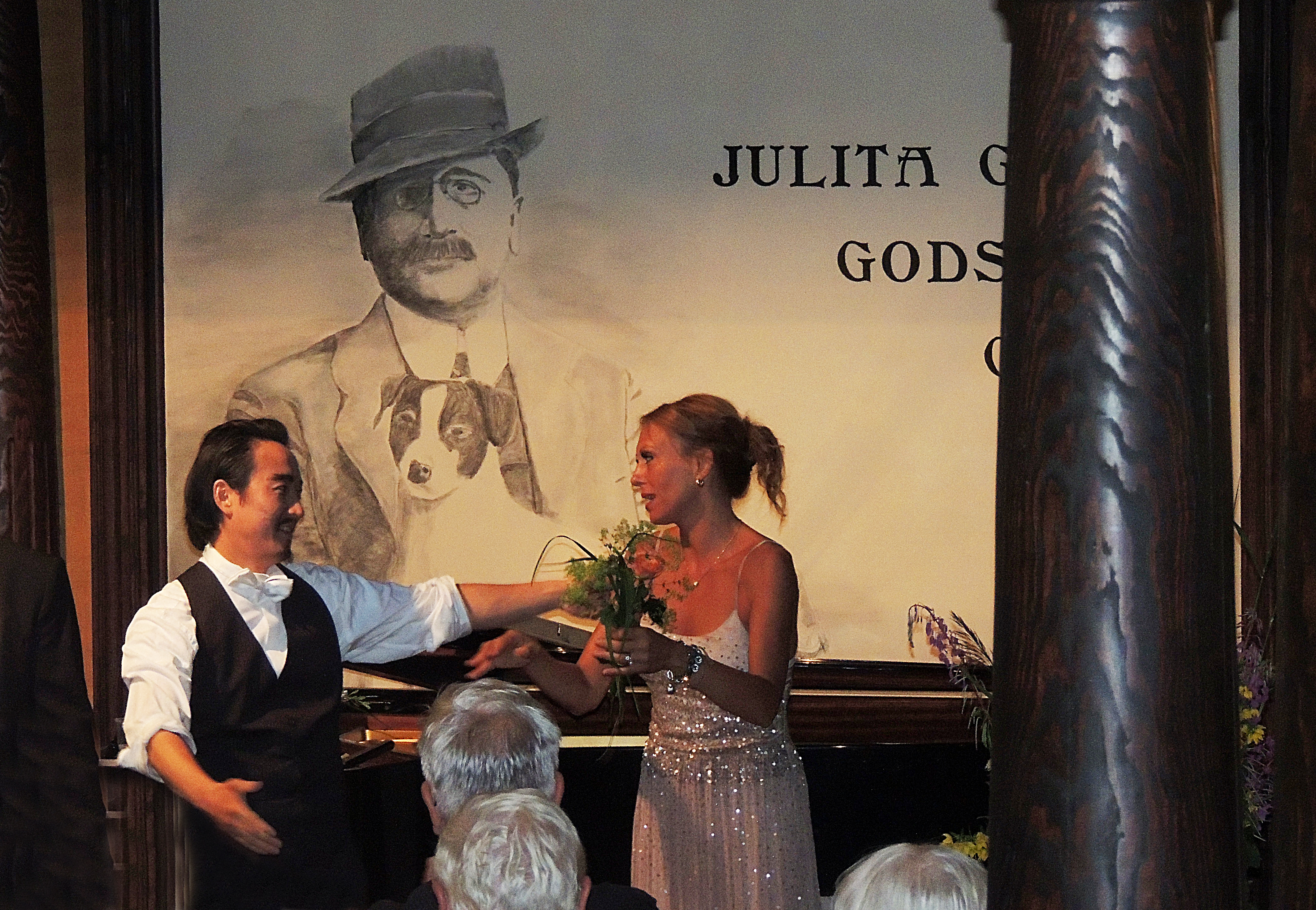
Matteo Suk och Raffaella Battistini 2013.

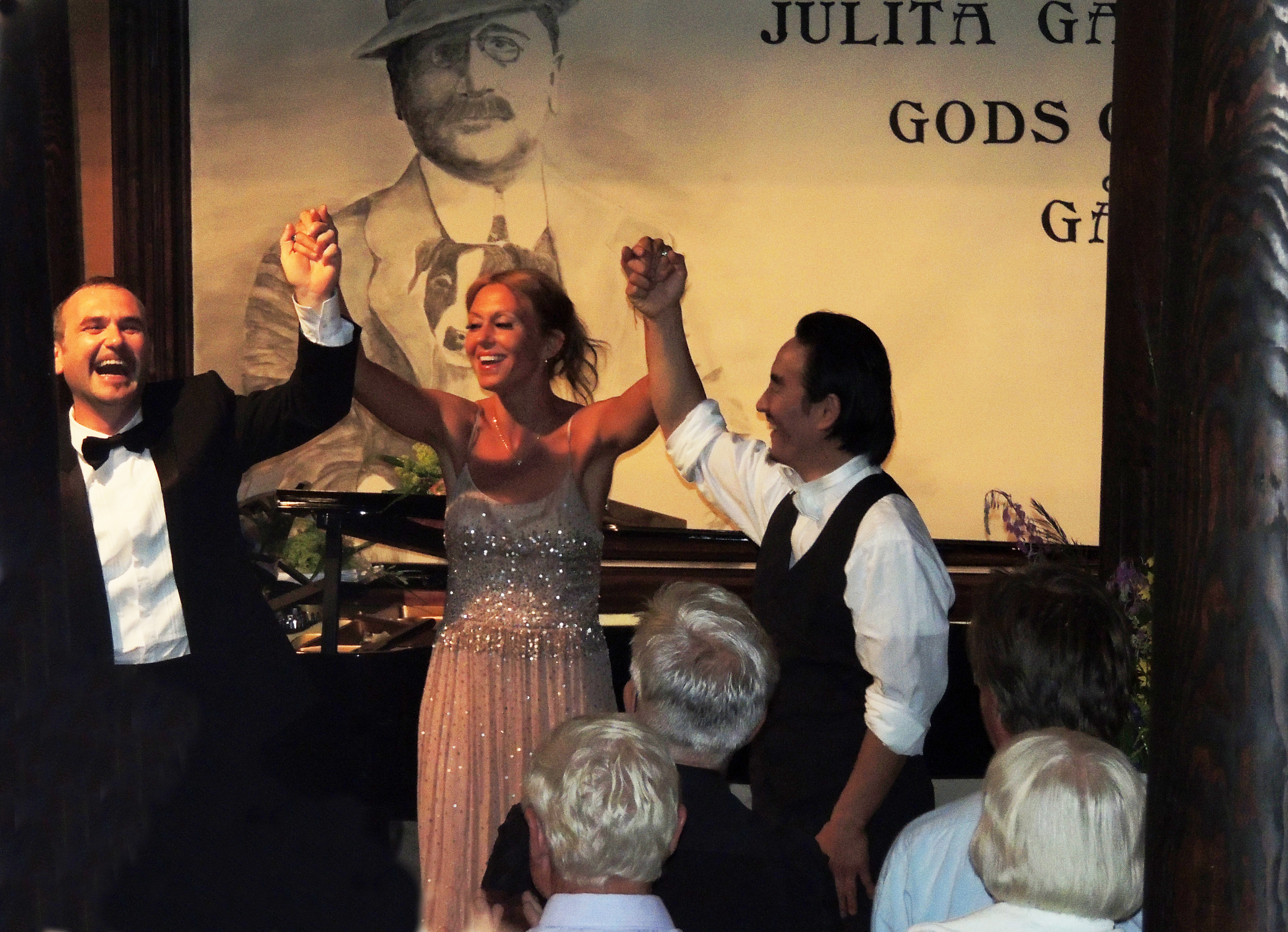
Angelo Villari, Raffaella Battistini och Matteo Suk 2013.